# Zapriothrica nudiseta
Zapriothrica nudiseta är en tvåvingeart som beskrevs av Wheeler 1959. Zapriothrica nudiseta ingår i släktet Zapriothrica och familjen daggflugor. Inga underarter finns listade i Catalogue of Life.